# Jean Monbourquette
Jean Monbourquette, O.M.I. (Iberville, 4 ottobre 1933 – Ottawa, 28 agosto 2011), è stato un presbitero e psicologo canadese. È stato autore di diversi bestseller incentrati sulle affinità tra psicologia e spiritualità.

## Biografia
Nato ad Iberville, in Québec (Canada) nel 1933, all'età di 17 anni, durante il secondo anno di filosofia, decide di diventare "medico delle anime".
Intraprende gli studi per diventare sacerdote nei Missionari Oblati di Maria Immacolata, poiché vi trova maggiore spirito di fraternità e gioia, prendendone i voti perpetui nel 1957.
Nel 1965, dopo la laurea in teologia, insegna francese, poi religione in un liceo di Ottawa. Successivamente si reca alla Sorbona di Parigi per migliorarsi. Al ritorno si rende conto gradualmente che l'educazione non è la sua via, e dopo un periodo di  depressione decide di smettere di insegnare.
Nel 1968 viene nominato vicario della parrocchia Notre Dame di Hull, dove crea gruppi di dialogo per aiutare numerose coppie in difficoltà. Chiede quindi ai superiori di studiare psicologia, trasferendosi un anno a San Francisco, dove nel 1975 prenderà un master in psicologia clinica. Trova strumenti efficaci nell'analisi transazionale, nella PNL e nella psicologia della Gestalt; ma anche una chiusura verso la trascendenza.
Scopre un collegamento tra psicologia e spiritualità nella psicologia analitica di Carl Gustav Jung, il quale credeva che vi fosse un centro spirituale in ogni persona, l'imago Dei, ovvero l'immagine di Dio che vive in ogni anima. Questo è il tema che porterà avanti per tutta la sua vita.
Durante l'apprendistato in California si interessa ai role playing, dove si rivivono momenti di vita vissuti male tramite lo psicodramma. In una sessione rivive egli stesso la morte del padre avvenuta quando aveva 17 anni, riuscendo a dissipare la depressione che lo aveva avvolto fino a quel momento. Da quel giorno decide di concentrare la sua pratica psicologica sul dolore, quindi torna in Canada e inizia a formare gruppi in aiuto di persone che hanno subito un lutto.
Nel 1994 pubblica Aimer, perdre et grandir (Amare, perdere e crescere), tradotto in varie lingue con oltre un milione di copie vendute.
Inizia a focalizzarsi e a scrivere sul perdono, dopo che un suo stretto collaboratore lo abbandona per altri lavori.
Nel 1999 viene colpito da un ictus che gli impedisce di parlare, scrivere ed insegnare. Vive questo momento con profonda amarezza e crisi interiore. Dopo un anno di riabilitazione riprende a parlare, arrivando alla conclusione che la relazione con Dio va vissuta interiormente.
Passa gli ultimi anni della sua vita facendo emodialisi per insufficienza renale e successivo trapianto, che non gli impedisce però di continuare a lavorare.
Muore all'età di 78 anni, nel 2011 ad Ottawa. È seppellito nel cimitero dei Missionari Oblati di Maria Immacolata di Richelieu.

## Pubblicazioni

### Edizioni Paoline
- Jean Monbourquette, L'arte di perdonare. Guida pratica per imparare a perdonare e guarire (1994)
- Jean Monbourquette, Ricominciare a vivere. Come trasformare i momenti "no" in occasioni di crescita (1996)
- Jean Monbourquette, I lati nascosti della personalità. Come riconoscerli e accettarli (2001)
- Jean Monbourquette, Che cosa voglio dalla vita. Conoscere se stessi per realizzare la propria personalità (2002)
- Jean Monbourquette, Dalla stima di sé alla stima del Sé. Un ponte tra psicologia e spiritualità (2005)
- Jean Monbourquette, Isabelle d'Aspremont, Chiedere perdono senza umiliarsi. Guida pratica (2008)
- Jean Monbourquette, Myrna Ladouceur, Isabelle d'Aspremont, Strategie per sviluppare la stima di sé e la stima del Sé (2008)
- Jean Monbourquette, Vincere la violenza. L'aggressività maschile (2009)
- Jean Monbourquette, Isabelle d'Aspremont, Scusatemi sono in lutto (2012)
- Jean Monbourquette, Denise Lussier-Russell, La speranza. Nel tempo prezioso della fine (2013)